# ماثيو إس. هولاند
ماثيو إس. هولاند (بالإنجليزية: Matthew S. Holland)‏ هو عالم سياسة أمريكي، ولد في 1966.